# Sinia leechi
Sinia leechi är en fjärilsart som beskrevs av Forster 1940. Sinia leechi ingår i släktet Sinia och familjen juvelvingar. Inga underarter finns listade i Catalogue of Life.